# Tinizong-Rona
Tinizong-Rona est une localité et une ancienne commune suisse du canton des Grisons, située dans la région d'Albula.

## Histoire
Créée le 1er janvier 1998 par la fusion des anciennes communes de Rona et Tinizong, la commune fusionne à son tour le 1er janvier 2016 avec ses voisines de Bivio, Cunter, Marmorera, Mulegns, Riom-Parsonz, Salouf, Savognin et Sur pour former la nouvelle entité de Surses.